# Matthias Tavel
Pour les articles homonymes, voir Tavel.
Matthias Tavel, né le 6 juillet 1987 à Villeurbanne (Rhône), est un homme politique français.

## Biographie

### Jeunesse et études
Né à Villeurbanne dans la banlieue de Lyon, Matthias Tavel grandit dans l’Ain. Son enfance est marquée par un grand-père communiste et un père sympathisant du Parti socialiste qui s’est tourné vers Jean-Luc Mélenchon. Il est admis à l'Institut d'études politiques de Paris grâce à sa mention au baccalauréat. Il est diplômé en 2010.
Il est père de deux enfants.

### Parcours politique
Son premier engagement politique date de l'élection présidentielle de 2002, lors de laquelle il prend part à une manifestation contre la qualification de Jean-Marie Le Pen au second tour. Il participe en 2005 au mouvement contre le traité constitutionnel européen et sera l'auteur de deux livres sur le sujet. Pour lui, l’idéal européen a été dévoyé, charriant une litanie de maux sociaux : « travail détaché, casse des services publics, concurrence déloyale, délocalisation ». D’où « l’idée de la désobéissance, de la rupture avec un certain nombre de règles européennes pour que le progrès social redevienne la boussole ».
Il rejoint en 2008 le Parti de gauche dès sa fondation. En 2011, il devient le directeur de cabinet adjoint de Jean-Luc Mélenchon, dirigeant du parti. Il quitte le cabinet en 2017. En 2019, lors de l’enquête sur les assistants parlementaires des députés européens, il est accusé d'avoir travaillé pour le Parti de gauche plutôt que le Parlement européen, accusation qu'il rejette.
Lors des élections européennes de 2019, il est candidat en dix-huitième position sur la liste de la France insoumise conduite par Manon Aubry, qui obtient 6,3 % des suffrages exprimés et six des 74 sièges français.
Lors des élections régionales de 2021 dans les Pays de la Loire, il est désigné chef de file de la France insoumise. Dans le cadre d'une liste commune avec Europe Écologie Les Verts il est candidat sur la liste conduite par Matthieu Orphelin, qui obtient 34,86 % et 24 élus, dont Matthias Tavel dans la Sarthe.
Spécialiste de l’économie maritime, il est corédacteur du Livret programmatique sur la mer de la campagne présidentielle de La France insoumise et prend part à la rédaction de la revue L’Insoumission hebdo, publication fondée par Jean-Luc Mélenchon en 1979 initialement sous le nom de Données et arguments.
Employé à la préfecture du département de la Sarthe, il est le candidat de la NUPES dans la huitième circonscription de la Loire-Atlantique lors des élections législatives de 2022. À l'issue du second tour il est élu député avec 54,45 % face à la sortante LREM Audrey Dufeu-Schubert. Le 30 juin 2022, dans une interview donné au journal Le Monde, annonce qu'il démissionnera de son mandat de conseiller régional en respectant le non cumul des mandats.
Il est réélu au second tour des élections législatives françaises de 2024 avec 61,38 % des voix au second tour face au candidat du Rassemblement National, Gauthier Bouchet;  la candidate Ensemble pour la République (camp présidentiel), Audrey Dufeu, bien que qualifiée pour le second tour, s'est désisté avant la tenue de ce dernier.

## Synthèse des résultats électoraux

### Élections législatives
| Année | Parti | Parti | Circonscription           | 1er tour | 1er tour | 2d tour | 2d tour | Issue |
| Année | Parti | Parti | Circonscription           | %        | Rang     | %       | Rang    | Issue |
| ----- | ----- | ----- | ------------------------- | -------- | -------- | ------- | ------- | ----- |
| 2022  |       | LFI   | 8e de la Loire-Atlantique | 32,04    | 1er      | 54,45   | 1er     | Élu   |
| 2024  | 30,99 | LFI   | 8e de la Loire-Atlantique | 1er      | 61,68    | 1er     |         | Élu   |